# Lloyds Banking Group
Pour les articles homonymes, voir Lloyds.
Ne doit pas être confondu avec Lloyd's of London.
Lloyds Banking Group, anciennement Lloyds TSB, est un groupe bancaire britannique né de la fusion des activités de la Lloyds TSB et de la Halifax-Bank of Scotland, alors proche de la faillite provoquée par son enlisement dans la crise des subprimes . Tout comme pour la Royal Bank of Scotland, le gouvernement avait alors décidé la nationalisation partielle du groupe pour sauver le système bancaire du pays, injectant 37 milliards de livres (45 milliards d'euros) dans cette opération . Petit à petit, l'Etat a revendu ses parts: sa participation a baissé de 41 % en 2008 à 19 % en juin 2015 .

## Histoire
La Lloyds, à une histoire qui remonte à sa fondation en 1765. Son emblème original était une ruche, symbole du travail ; mais en 1884, Lloyds acquiert Barnett, Hoares & Co, une ancienne banque avec son quartier général « au signe du cheval noir » dans la Lombard Street, et Lloyds adopte son emblème actuel, un cheval noir, cette année.

### Lloyds TSB
En 1995, Lloyds fusionne avec TSB Group pour former le Lloyds TSB Group.

### Acquisition d'HBOS
En janvier 2009, Lloyds TSB acquiert HBOS, la holding détenant la Bank of Scotland (distincte de la Royal Bank of Scotland), fondée en 1695, et Halifax (en), fondée en 1853 et active principalement sur le marché de l'immobilier et des hypothèques, qui avait été fusionnée en 2001 avec celle-ci. La nouvelle entité est alors renommée en Lloyds Banking Group.
Même s'il était détenu par le gouvernement britannique à hauteur de 43,4 %, il perdit le tiers de sa valeur boursière au cours de cette journée et encore 30 % les quatre jours suivants, subissant les contrecoups des difficultés financières de la Royal Bank of Scotland.
De plus, Lloyds Banking Group a été sévèrement touché par la crise financière mondiale débutant en 2007, la fusion elle-même ayant mené à sa création ayant durement touché Lloyds TSB. En effet, en acceptant de racheter la Halifax-Bank of Scotland en 2008, sous la pression du cabinet britannique, le bilan plutôt sain de Lloyds TBS fut durement touché par le mauvais bilan de Halifax, qui était en faillite à cause des mauvais financements immobiliers . Loin de «sauver» Halifax, cette fusion a donc plutôt conduit à couler le nouveau groupe Lloyds Banking Group, contraignant le gouvernement à réinjecter massivement de l'argent dedans .

### Désengagement de l'état et histoire récente
En septembre 2013, le gouvernement britannique annonçait la vente de 3 % de Lloyds pour 3,2 milliards de livres. Cette vente réduisit la participation de l'Etat dans la banque à 32,7 %. Pendant ce temps là, Lloyds Banking Group revendait sa filiale Lloyds Bank International (en), présente notamment en Espagne, à la banque catalane Banc Sabadell.
De par les 20,5 milliards de livres d'aides publiques que le groupe Lloyds a reçues durant la crise financière de 2007-2015, le Lloyds Banking Group a été contraint par la Commission européenne, conformément au droit de la concurrence communautaire, de se séparer d'une large partie de son réseau bancaire, soit 631 agences qui devaient être mises sous l'enseigne TSB Bank (en), en attendant un acheteur potentiel. En décembre 2013, Lloyds vendit sa participation restante dans St James's Place pour 685 millions de livres. TSB (initiales de Trustee Savings Bank, qui avait été fusionnée à la Lloyds en 1995) a finalement également été racheté par Banc Sabadell pour 1,7 milliard de livres en juillet 2015.
En mars 2014, le gouvernement britannique céda 7,8 % de Lloyds pour 4,2 milliards de livres. Cette vente a de nouveau réduit la participation de l'Etat dans la banque, celle-ci s'élevant désormais à 24,9 %. Elle a encore été baissée à 19 % en juin 2015 , et en octobre 2015 l'Etat annonça à nouveau vendre 2,7 milliards d'euros d'action, cette fois-ci directement au grand public .
Ces différents coups portés à la banque l'ont conduite à annoncer en octobre 2014 la suppression de 9 000 emplois d’ici 2017, soit 10 % du total, qui vient s’ajouter aux 45 000 emplois supprimés depuis 2008. De 2008 à cette annonce comprise, Lloyds Banking Group aura donc réduit ses effectifs de 40 % . En juillet 2016, Lloyds annonce la suppression de 3 000 emplois supplémentaires avec la fermeture de 200 agences, puis en octobre 2016, 1 200 suppressions de postes supplémentaires sont annoncées et en novembre 2016, 500 autres suppressions de postes et 50 autres agences.
En décembre 2016, Lloyds annonce l'acquisition de MBNA UK, filiale gérant les cartes de crédit au Royaume-Uni de Bank of America pour 1,9 milliard de livres. En janvier 2017, l'État britannique possède moins de 5 % de Lloyds. En mai 2017, l'État britannique s'est totalement désengagée de Lloyds.
En mai 2018, Lloyds annonce la suppression de 49 agences et 1 230 emplois. Lloyds devrait après ces fermetures avoir 1 750 agences, comparé au 2 900 agences en 2011.
En 2018, une étude du gouvernement britannique révèle que la rémunération des femmes employées par l'entreprise est en moyenne inférieure de 32,8 % à celle des hommes.
En janvier 2019, elle obtient  une licence bancaire en Allemagne pour sa nouvelle filiale créée à Berlin en vue du Brexit.
En décembre 2020, Lloyds Banking Group ferme les succursales de banque d'entreprises (Corporate & Institutional Banking) de Bank of Scotland et de Lloyds Bank dans l'Union Européenne (Amsterdam, Frankfort, Paris) dont les activités reposaient depuis 1995 sur le "passeport européen" (devenu caduc le 31.12.2020 à la fin de la période de transition du Brexit).

## Principaux actionnaires
Au 23 janvier 2020:
| Harris Associates                     | 5,07 % |
| The Vanguard Group                    | 2,86 % |
| Legal & General Investment Management | 2,44 % |
| BlackRock Fund Advisors               | 2,35 % |
| Norges Bank Investment Management     | 2,30 % |
| Artisan Partners                      | 1,62 % |
| Hargreaves Lansdown Stockbrokers      | 1,57 % |
| Schroder Investment Management        | 1,49 % |
| Mondrian Investment Partners          | 1,48 % |
| Longview Partners                     | 1,37 % |

## Amendes
En juillet 2014, Lloyds a été condamné à une amende de 218 millions de livres pour son implication dans le scandale du Libor, devant être versée aux autorités britannique et américaine. Une nouvelle amende, de 117 millions de livres (159 millions d'euros) lui fut donnée en juin 2015 par la Financial Conduct Authority, en raison de la mauvaise gestion des conséquences d'un scandale, remontant aux années 1990 et concernant les Payment Protection Insurance (en) (PPI), des sortes d'assurances sur le crédit (pas nécessairement en cas de décès ou invalidité, contrairement aux assurances décès invalidité pratiquées en France) .